# Фридолин, Пётр Петрович
Пётр Петрович Фридолин (1876―1949) ― российский и советский историк, специалист в области всеобщей истории. Доктор исторических наук, профессор. Ректор Самарского государственного университета в 1921—1923 гг.

## Биография

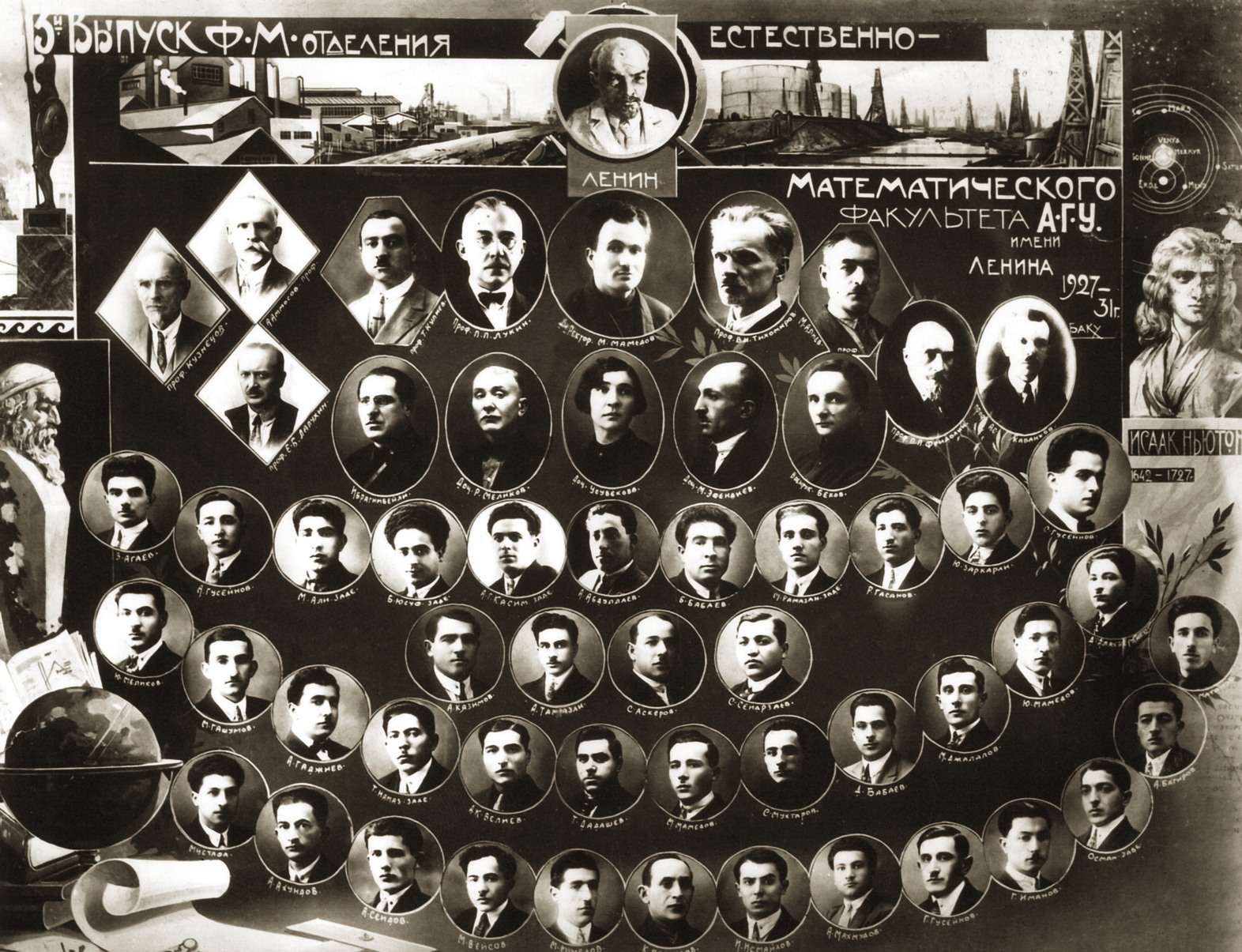
Профессор П. П. Фридолин в винетке 3-го выпуска физико-математического отделения естественно-математического факультета АГУ в 1931 году

Родился 2 сентября 1876 года  в семье петербургского врача Петра-Антона Петровича Фридолина (1844―1907), доктора медицины, врача учреждений ведомства императрицы Марии и его жены Натальи Ивановны Фридолиной (урожденной Кузнецовой). Младший брат ― Сергей Петрович Фридолин (1881―1938).
В 1898 году окончил историко-филологический факультет Санкт-Петербургского университета. С 1901 по 1910 год состоял в должности дежурного воспитателя и преподавателя Императорского Александровского лицея. Параллельно преподавал в Мариинской женской гимназии (1906―1908), женской гимназии Э. П. Шаффе (1907–1908), Смольном институте (1908–1910?) и Женском педагогическом институте (1910).
В 1911―1919 гг. работал в Санкт-Петербургском университете на историко-филологическом факультете. Долгое время провёл в Италии, работал в архиве Ватикана. Занимался исследованием истории Западной Европы, а также истории Италии периода позднего Средневековья и эпохи Возрождения. Автор более тридцати научных трудов.
По возвращении в Россию в 1918 году переехал в Самару. 23 февраля 1919 года Владимир Николаевич Ивановский был избран ректором Самарского государственного университета, а Пётр Петрович Фридолин стал его помощником. Также был деканом историко-филологического факультета. В марте 1921 и в марте 1922 года избирается на должность ректора СамГУ и занимает этот пост до декабря 1923 года. Одновременно являлся председателем Самарского общества археологии, истории, этнографии и естествознания (СОАИЭ и Е). Ходатайствовал о создании «музея голода», научная группа которой занималась «проведением исследований по проблеме усвояемости человеческим организмом суррогатов питания» и исследованием «влияние голода и суррогатов на женщин, кормящих грудью детей», хотя подробности деятельности группы неизвестны.
Затем переехал в Баку. До 1946 года преподавал в Бакинском государственном университете на кафедре всеобщей истории. Скончался 19 декабря 1949 года.

## Сочинения
- Краткая история европейского искусства. — СПб., 1910.
- Восстание Чьомпи: Из истории рабочего движения и разложения феодального строя в Италии XIV века. — [Тбилиси?], 1941. — 256 с.[10]

## Комментарии
1. ↑  Из свидетельства о браке Натальи Ивановны следует, что поручителями по жениху были почётный гражданин Филипп Александрович Дегтярев (о нём см. Список гражданским чинам IV класса на 1-е июня 1900 г. Архивная копия от 24 сентября 2021 на Wayback Machine; с 1904 — тайный советник) и ревельский гражданин Михаил Фридолин (вероятно брат). По невесте: купец петербургской второй гильдии Харитон Кондратьевич Кузнецов (видимо дядя) и доктор медицины Юлий Юлиевич Побнер. Сочетались браком 25 сентября 1875 года в Казанском соборе.